# ميتسو تاناكا
ميتسو تاناكا (باليابانية: 田中 光男) (12 يونيو 1981 في غونما في اليابان – )؛ هو لاعب كرة قدم سابق كان يلعب كمدافع.